# Код Каїна
«Код Каїна» (англ. The Code of Cain; так само відомий як «Ми, брати…») — білорусько-російсько-американський фільм 2015 року режисера Віталія Василькова (під псевдонімом Вільям Девіталь).

## Сюжет
Популярна американська журналістка Сара Огден приїжджає до охопленого протестами проти влади Мінська. Вона — агент таємного езотеричного ордена «авелітів», члени якого вірять, що існує «Код Каїна», що несе загрозу всьому світобудові, — який штовхає людину на шлях ненависті, на вчинення зради та вбивства навіть рідних. Цей код протягом 20 століття поширює заражаючи людей певна політична організація, і останнім часом ним охоплена Східна Європа. В одному з репортажів з Мінська члени ордену побачили, як два рідні брати — один ОМОНівець, а другий із серед протестантів, готові вбити один одного. І направили сюди Сару — в охопленому політичними протестами місті їй потрібно знайти братів, зупинити їх від братовбивства, з'ясувати природу «кода» та запобігти його поширенню.